# Jürgen Gansel
Pour les articles homonymes, voir Gansel.
Jürgen Gansel, né le 6 juillet 1974 à Opladen, Leverkusen, est un historien et homme politique allemand.

## Biographie
Membre du Parti national-démocrate, il est député au Landtag de Saxe.